# 张进 (元朝)
张进（？—1234年），金朝末年、元朝初年霸州保定（今河北霸州市南）人，张荣实之父。
金末张进聚众成军，金宣宗兴定元年（1217年），与张甫同被金朝涿州刺史李瘸驴招降。再与张甫合兵攻贾仝，取其地。兴定三年（1219年），任中都南路经略使。元光二年（1223年），升元帅左监军，赐姓完颜，后封北平公。河北被蒙古军征服后，以水寨地险，孤守信安水泊诸寨十余年。窝阔台汗四年（1232年），金朝将亡，率所部兵民投降蒙古帝国，窝阔台让他隶属于大将阿朮魯，任征行万户。1234年，奉阿术鲁令领兵入徐州，欲夺国用安军，战死。